# NAB-Malta
Das National Accreditation Board – Malta (NAB-Malta) (deutsch: Nationales Akkreditierungs Board – Malta) ist eine maltesische Organisation mit Sitz in Ħamrun. Mit der Rechtsmitteilung 306/2007 wurde es zur nationalen Akkreditierungsstelle von Malta ernannt.
Die Hauptaufgabe des NAB-Malta besteht in der Akkreditierung von Einrichtungen, die im Bereich Laborprüfungen, -inspektionen, Kalibrierung und Zertifizierung tätig sind. Es orientiert sich dabei an ISO- und EN-Normen.
Das NAB-Malta ist Mitglied in der Europäischen Kooperation für Akkreditierung (EA).
Es ist außerdem die nationale Akkreditierungsstelle gemäß Verordnung (EG) Nr. 765/2008.